# Kazuki Satō
Kazuki Satō (jap. 佐藤 一樹 Satō Kazuki; ur. 27 czerwca 1974) – japoński piłkarz występujący na pozycji pomocnika.

## Kariera klubowa
Od 1997 do 2005 roku występował w klubach Yokohama Flügels, Yokohama F. Marinos, Kyoto Purple Sanga, Oita Trinita, Sanfrecce Hiroszima i Yokohama FC.